# Битва при Галідон-Гіллі
Битва при Галідон-Гіллі (англ. Battle of Halidon Hill) відбулася 19 липня 1333 року під час Другої війни за незалежність Шотландії. Шотландська армія на чолі із Арчибальдом Дугласом зазнала нищівної поразки від військ англійського короля Едварда III Плантагенета.

## Передумови
У 1329 році помирає Роберт I Брюс. Незабаром після цього гине його товариш Джеймс Дуглас. При малолітньому королі Давиді II регентом стає Томас Рендольф. Втім він не зумів впоратися з початком громадянської війни. Шотландські барони знову почали змагатися за владу. Цим вирішив скористатися Едвард Баліол, син колишнього короля Джона Балліола. У 1332 році він вдерся до Шотландії з військом у 1,5 тисяч вояків, розбив королівську армію у битві при Дапплін Мур 11 серпня й 24 вересня коронувався у Сконі. Новий регент Арчибальд Дуглас, зібравши війська, зумів відтіснити Балліола з центральних графств й 16 грудня 1332 року розбити ворога у битві при Аннані. Тоді Едуард Балліол звернувся по допомогу до Едварда III короля Англії. Останній вирішив скористатися можливістю для ревізії Нортгемптонської угоди й відновити англійський вплив на Шотландію.
У 1333 році англійці рушили на півночі й взяли в облогу важливе торговельне шотландське місто Бервік. Щоб відволікти короля Едварда III від міста Арчибальд Дуглас вдерся до графства Нортумберленд, сильно спустошивши його. Втім англійський король не полишав облоги Бервіка, змусивши оборонців міста укласти домовленість: здатися, якщо до 20 липня не надійде допомога з Шотландії. Тому Дугласу нічого не залишалося як атакувати англійську армію.

## Битва
19 липня 1333 року Арчибальд Дуглас з військом у 13 тисяч вояків підійшов до Бервіка. Едвард III знаходився в укріпленому таборі на пагорбі Галідон Гілл, маючи 9 тисяч вояків. З огляду на те, що термін оборони міста спливав, Дуглас вимушений був віддати наказ про наступ на ворога. Шотландці спішилися й почали атаку на англійців на верхівці пагорбу. Маючи чудову позицію англійські лучники досить швидко знищили шотландську армію. Втрати англійців склали лише 15 вояків, а шотландців — близько 4,5 тисяч. Загинув й Арчибальд Дуглас.

## Результати
Було знищено шотландську армію, нікому було вже опиратися у Шотландії. 20 липня, згідно з угодою, здався Бервік. Малолітній король Давид II втік до Франції. Після чого король Едвард III вдерся до Шотландії й підкорив її, передавши владу Едуарду Балліолу як своєму васалу.